# Euregionale Architectuur Prijs
De Euregionale Architectuur Prijs (Prix Euregional d'Architecture) is een samenwerkingsverband tussen ontwerpopleidingen die zich bevinden in de Europese regio Maas-Rijn. De organisatie van de EAP is in handen van het Vitruvianum, Studiecentrum voor Architectuur in de Euregio Maas-Rijn te Heerlen.

## Doelstelling
- Het bevorderen van de overstap naar de beroepspraktijk van de studenten aan de deelnemende architectuuropleidingen;
- een podium bieden aan de deelnemende opleidingen;
- de kwaliteit van het onderwijs door positieve onderlinge concurrentie bevorderen.

## Deelnemers
Deelnemers aan de EAP zijn afkomstig van vijf architectuuropleidingen uit Nederland, België en Duitsland. Uit alle afstudeerders van de deelnemende opleidingen worden er een aantal genomineerd, waarna de jurering plaatsvindt.
Vergelijkbaar met de EAP is de Archiprix.